# 家弓家正
家弓家正（1933年10月31日—2014年9月30日）是日本演员、声优及解说。
2014年10月8日，家弓家正的所属声优事務所81 Produce发表同年9月30日他离世的消息，享壽81岁。

## 出演作品
（粗体表示者为作品中的主角或配角）

### 電視動畫
1965年
- 森林大帝（ロック）

1972年
- 雷朋三世 (TV第1期)（魔毛狂介）

1974年
- 龍龍與忠狗（漢德里克·雷）

1978年
- 未來少年柯南（雷普卡）
- 萬里尋母

1998年
- 危險調查員（史圖亞特·皮洛克）

2000年
- 金田一少年之事件簿（ケネス・ゴールドマン）
- 捍衞者（總司令）

2001年
- 银河冒险战记 the second stage（地球人）
- 七虹香电击作战（间岛甚）
- 名侦探柯南（詹姆斯·布莱克、纲岛吉雄）
- 海贼王（娜菲鲁塔利・寇布拉）

2002年
- 小公主优希（天界王）
- 翼神世音（埃勒斯特・冯・巴贝姆）
- 洛克人exe（市長）

2003年
- 原子小金剛（臭鼬）
- 魔法少年賈修（戈登先生）

2004年
- 索斯機械獸IV（團長）
- MONSTER（格德利茲教授）

2005年
- 玻璃面具（速水英介）

2006年
- 寵物小精靈DP（山梨博士）

2007年
- 黑之契約者（許奈德博士）

2008年
- 超能少女組（伊九號中尉）

2009年
- 鋼之鍊金術師 FULLMETAL ALCHEMIST（父親大人、旁白）

2013年
- 高達創戰者（復仇女神會長）

2014年
- WIZARD BARRISTERS～弁魔士賽希爾（小田切久作）
- 宇宙浪子（杜蘭博士）

### 劇場動畫
1982年
- 風之谷（克羅托瓦）

1992年
- 三國志 第一部 英雄的黎明（陳宮）

1993年
- 龙珠Z：燃烧吧！热战、烈战、超激战（帕拉伽斯）

1993年
- 三國志 第二部 燃燒的長江（魯肅）

1994年
- 三國志 第三部 遙遠的大地（魯肅）

1994年
- 哆啦A梦：大雄与梦幻三剑士（妖灵大帝）

1995年
- 攻殼機動隊（傀儡師）

2007年
- 海贼王：沙漠王女与海贼们（娜菲鲁塔利・寇布拉）

2009年
- 棄寶之島：遙與魔法鏡（男爵）

2013年
- 鲁邦三世VS名侦探柯南 THE MOVIE（詹姆斯·布莱克）

2014年
- 名侦探柯南  异次元的狙击手（詹姆斯·布莱克）

### OVA
1989年
- 銀河英雄傳說（姜‧列貝羅）